# Едмунд Кларк
Едмунд Мелсон Кларк млађи (енгл. Edmund Melson Clarke, Jr.; Њупорт Њуз, 27. јул 1945 — Питсбург, 22. децембар 2020) био је амерички научник из области рачунарства који је 2007. године, заједно са Аленом Емерсоном и Жозефом Сифакисем, добио Тјурингову награду.